# لئو آفونسو
لئو آفونسو (انگلیسی: Leo Afonso؛ زادهٔ ۱۳ ژوئیهٔ ۲۰۰۱) بازیکن فوتبال اهل برزیل است که در پست مهاجم برای باشگاه فوتبال اینتر میامی در لیگ برتر فوتبال ایالات متحده آمریکا بازی می‌کند.